# 罗瓦尼亚泰
罗瓦尼亚泰（義大利語：Rovagnate），是意大利莱科省的一个市镇。总面积4.26平方公里，人口2940人，人口密度690.1人/平方公里（2009年）。国家统计（ISTAT）代码为097073。